# Zap Mangusta
Zap Mangusta, pseudonimo di Diego Roberto Pesaola (Sanremo, 20 luglio 1958), è uno scrittore, regista e attore italiano.
È figlio di Bruno Pesaola.

## Biografia
Attore, conduttore, giornalista, autore e scrittore, è diplomato in regia al D.A.M.S.; collabora dapprima col regista Jerzy Grotowsky alla Biennale di Venezia, frequentando successivamente i corsi dello Actor’s Studio di New York e lavorando poi con i Teatri Stabili di Roma, Bolzano e L’Aquila (a fianco di tra l'altro di Gabriele Lavia, Piera Degli Esposti, Mario Scaccia) Nel 1985 viene segnalato premio IDI per la drammaturgia con il suo testo La passiflora scura. Nel 1987 fonda la compagnia Il PalcoSceno. Nel 1993 scrive, interpreta e dirige Cyber killer, un thriller ambientato nella metropolitana milanese, che debutta al Teatro dell'Elfo di Milano e va in tournée sino al 1995. In questo spettacolo nasce il personaggio di Zap Mangusta, conduttore di un’emittente pirata (Radio Zanzibar), che si inserisce "clandestinamente" sulle frequenze della radio pubblica, per dileggiare, provocatoriamente, il mondo post moderno.
Diego Roberto Pesaola assume definitivamente lo pseudonimo di "Zap Mangusta" e Radio Zanzibar va in onda ogni notte, per tre anni consecutivi su Radio 105, diventando un programma "cult" della radiofonia nazionale (400.000 ascoltatori quotidiani) ed aggiudicandosi nel 1995 l'Oscar della Radio  organizzato dalla Rai, come miglior programma “fiction” dell'anno. Contemporaneamente nel 1996 si dedica alla televisione, diventando membro della Direzione Creativa di Mediaset, firmando numerosi format televisivi e ricevendo nel 1998 l'Oscar della Televisione come autore di Barracuda con Daniele Luttazzi.

## Teatro
Segnalato premio IDI per il testo drammaturgico La passiflora scura, portato in scena con Mita Medici e G. Benassi, successivamente dirige e interpreta The Zoo Story di Edward Albee, Le mosche di Jean Paul Sartre, Ricorda con rabbia di John Osborne con Giselda Volodi e Valeria Cavalli, Io Feuerbach di Tankred Dorst con Walter Chiari ed Eros Pagni e altre numerose produzioni teatrali tra cui Misura per Misura di Shakespeare e Il Volpone di Ben Johnson col Teatro Stabile di Roma per la regia di Luigi Squarzina, Il girotondo di Arthur Schnitzler col Teatro di Genova, Elektra di Hugo von Hofmannsthal per il Teatro Stabile di Bolzano con Piera degli Esposti, Serenata per due di E. Gentile col Teatro Stabile di L'Aquila. Interpreta inoltre il Baal di Bertolt Brecht, per la regia di Valentino Orfeo, Jacques il fatalista di Denis Diderot e Gli amici di Arnold Wesker con la sua regia. Successivamente dirige, coproduce con la regione Liguria, e interpreta la Trilogia per il Bicentenario della Rivoluzione francese: Ritratto di Rivoluzione eseguito da un animale anfibio, Madame D, L'amara storia del generalissimo Mandrin. I suoi ultimi spettacoli teatrali sono Cyber killer con Kay Rush e Alan Sorrenti ed È inutile fare un round con Minnie, dedicato alla madre dei fratelli Marx.

## Cinema
Recita in alcune pellicole cinematografiche tra cui La ragazza di Trieste di Pasquale Festa Campanile, Juke box di Carlo Carlei & C., Blues Metropolitano di Salvatore Piscicelli, La grande prugna di Claudio Malaponti ecc... Ha realizzato due sceneggiature per il cinema, commissionategli dalla Artika film e dalla L.D.M. La prima tratta dal suo romanzo omonimo La gente per bene sceglie l'autobus, la seconda intitolata Quella prima ultima volta.

## Televisione
Interprete di svariate fiction televisive tra cui: I ragazzi di celluloide (Rai 1), Voglia di vincere (Rai 1), Dire di no, Gramsci (Rai 3), Il garofano verde (Rai 2) La squadra (Rai 3). Partecipa a numerose altre produzioni, tra cui Odeon. Tutto quanto fa spettacolo di Brando Giordani. Conduce poi Gratis (Rai 1), Isole e dintorni (Rai 1), Coloradio (TMC2), Cento Città (TMC) e numerosi speciali musicali. È il primo inviato del format televisivo Le Iene, con oltre una ventina di incursioni al suo attivo; ospite fisso di Casa Raiuno con Massimo Giletti e opinionista critico di Cominciamo bene con Enza Sampò.
Come autore di programmi televisivi ha firmato tra gli altri: Scherzi a parte, Barracuda, Mi fido di te con Fabrizio Frizzi, Domenica In & Out con Lorena Bianchetti, I raccomandati .

## Radio
Dopo aver lavorato per Radio Alice, ai tempi dell’Università a Bologna, conduce su Radio 105 Radio Zanzibar. Successivamente inizia la collaborazione con Claudio Cecchetto su Radio Capital per un programma di considerazioni filosofiche, denominato La zona di Zap a cui fa seguito Il tostapane di Mercuzio. Conduce poi Qui ci vorrebbe un gospel su Rai Radio Due con Paolo Rossi e Piero Chiambretti, cui seguono Zelig (con Enrico Bertolino, Luciana Littizzetto & C.) e Magic Market (sempre su Rai Radio Due). Quindi passa a RTL per condurre Caravanserraglio, per spostarsi poi sulle frequenze di Radio 24 e condurre Triplo Zero e Strane storie, ritornando successivamente a Rai Radio Due con Nietszche che dice sino ad approdare all'emittente ecologica Lifegate radio dove conduce Soul Kitchen, programma di considerazioni mattutine beffarde, realizzato dalla cucina, in diretta, durante il brunch. Ha poi condotto Bafana Bafana, con Massimo De Luca e Joe Violanti e, più recentemente, il programma Così parlò Zap Mangusta (Rai Radio Due) con Tiziana Torti, con più di un milione di podcast scaricati dagli ascoltatori all'attivo, premio REA (RadioTv Europee Associate) della critica radiofonica. Nel 2016 realizza per RMC il programma Traduzioni Pericolose, in cui traduce e interpreta i testi dei più grandi successi della canzone internazionale. Da ottobre a dicembre 2016 collabora alla programmazione della web radio Radiofreccia, di RTL.
Dal gennaio all'aprile 2017 ha condotto su RMC il programma Zap Records.

## Musica
Ha scritto testi, ideato, elaborato o collaborato alla realizzazione di videoclip per vari artisti (Articolo 31, Fabio Concato, Shel Shapiro, etc.). Ha realizzato un CD intitolato Sei sicuro? prodotto da Angelo Carrara per la Sony.

## Editoria
Ha collaborato come editorialista a varie testate giornalistiche tra cui Smemoranda, Cuore, Crazy, Moda, Max, A, Verve, Terra. Cura la rubrica "Laser" per il quotidiano La Repubblica. Ha pubblicato i seguenti libri: Le mutande di Kant, I calzini di Hegel, Il Flipper di Popper (tutti per Edizioni Piemme), Otto bastano (Gran Via editore), Platone e la legge del pallone (Rizzoli), Le Infradito di Buddha (Ponte alle Grazie). Il suo ultimo libro, uscito nel 2015, è Succo di Nespola - 53 cocktail filosofici per sciogliere i nostri piccoli e grandi dilemmi (Ponte alle Grazie).